# Audi RS 6

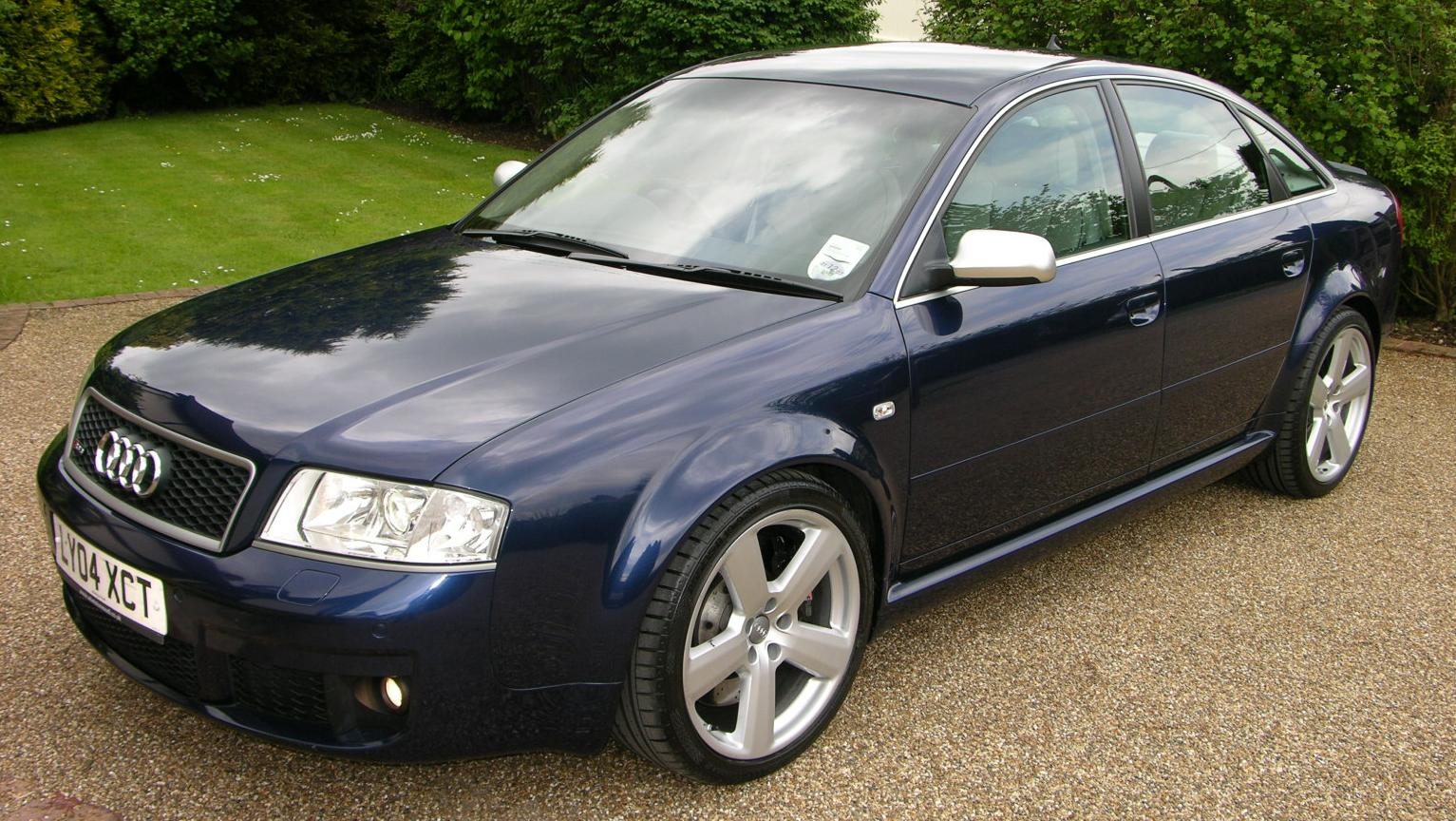
Audi RS 6 C5 sedán azul

El Audi RS 6 quattro (comúnmente denominado RS6) es la versión de mayor potencia del Audi A6, por encima del Audi S6. Es un automóvil ejecutivo de tamaño grande tipo deportivo producido por la subsidiaria de la compañía quattro GmbH para Audi AG, parte del Volkswagen Group.
Las dos versiones del RS6 son un "Avant" de cinco puertas y cinco asientos, que es la denominación de Audi para los sedán y la versión familiar con estas características.
Las iniciales "RS" corresponden a la palabra en alemán: RennSport, literalmente traducido como "sport de carrera", y es la gama de Audi de altísima performance, sus especificaciones lo posicionan un escalón por encima el modelo "S" que es el modelo estándar de Audi. Al igual que todos los modelos de Audi RS, el RS6 es pionero de algunas de las tecnologías más modernas e ingenierías más avanzadas de Audi, y por lo tanto se lo podría describir como un vehículo "halo", el RS6 más moderno posee el motor de combustión interna más potente de todos los modelos de Audi, con más caballos de fuerza y torque que el Audi S8 que sin embargo posee un mayor tamaño exterior. Sin embargo a diferencia del A6 y el S6, los motores del RS6 en las versiones C5 y C6 no han sido compartidos con ningún otro vehículo de la línea Audi. Sin embargo para la generación del C7, el Audi RS6 posee el mismo motor 4.0L biturbo V8 que el Audi RS7, estando ambos posicionados al tope de las líneas Audi S y RS, y las variantes de motores no optimizados de estos motores han sido colocados en el Audi S8, Audi A8, y Audi S6.
Basado en la plataforma A6, el motor de combustión interna del RS6 se encuentra instalado en la parte anterior y orientado en forma longitudinal, mientras que la transmisión se encuentra ubicada inmediatamente atrás del motor en una orientación longitudinal mediante un transeje. Al igual que todos los modelos S y RS, el RS6 solo se encuentra disponible con el sistema 'registrado' de Audi de tracción en las cuatro ruedas permanente tipo Torsen-quattro.
El C5 RS6 fue el cuarto modelo producido por la empresa, "quattro GmbH" que es una empresa subsidiaria de Audi. El primero fue el Audi RS2 Avant, de una joint venture entre Porsche y quattro GmbH para la marca Audi. El segundo fue el Audi C4 S6 Plus, producido desde abril de 1996 hasta julio de 1997. El tercero fue el Audi B5 RS4 del año 2000; el quinto fue el Audi B7 A4 DTM Edition saloon del año 2005, y el sexto fue el Audi B7 RS4 del año 2006. El séptimo modelo quattro GmbH es el Audi C6 RS 6.
La producción del Audi C5 RS 6 comenzó en junio del 2002 y finalizó en septiembre del 2004. El segundo Audi C6 RS 6 fue lanzado en el Salón del Automóvil de Fráncfort del año 2007. El RS6 original fue el primer modelo Audi RS que se exportó a Estados Unidos, mientras que su sucesor el C6 RS6 solo se ha comercializado en Europa.
Entre los competidores del Audi RS 6 se cuentan el BMW M5 y el Mercedes-Benz E55/E63 AMG.